# Petr Borkovec
Petr Borkovec (ur. 17 kwietnia 1970 w Louňovicach pod Blaníkem) – czeski poeta, tłumacz i publicysta. Redaktor czasopisma literacko-kulturowego Souvislosti od 1992 do 2016. W latach 2005–2015 wykładał na Josef Škvorecky Literaturakademie. Tłumaczy głównie dramaty antyczne, dwudziestowieczną poezję rosyjską oraz klasyczną poezję koreańską.

## Życiorys
Petr Borkovec urodził się w 1970 roku w Louňovicach pod Blaníkem. Ukończył gimnazjum im. Johannesa Keplera. Następnie studiował literaturę na Uniwersytecie Karola. Studiów tych jednak nie ukończył. Swój pierwszy zbiór poezji – Prostírání do tichého wydał w roku 1990. Debiut poety cieszył się uznaniem krytyków, którzy cenili dojrzałość autora i jego znajomość języka. Rok później ukazał się zbiór Poustevna, věštírna, loutkárna. W 1994 opublikowano tom poetycki Ochoz, za który Borkovec otrzymał w nagrodę Jiříego Ortena. Kolejne dwie publikacje: Mezi oknem, stolem a postelí oraz Polní práce nie cieszyły się tak przychylnym zdaniem krytyków, jak poprzednie. Obydwa tomy zebrały mieszane recenzje.
W roku 2002 w zbiorze A.B.A.F wydano nowe wiersze Borkoveca. Po roku ukazał się zbiorek Needle-book, który reprezentuje zupełnie inny styl niż poprzednie.

Needle-book, wydany przez Paseka w 2003, jest bardziej surowy i wstrząsający, a Borkovec częściowo wyłania się ze swojego wewnętrznego świata obrazów.

W 2004 Petr Borkovec opublikował tom Nadelbuch, a w 2005 napisał kilka nowych wierszy do zbioru retrospektywnego Vnitrozemí, który zawierał również utwory z wcześniejszych zbiorów. Następnie wyjechał do Berlina, gdzie napisał Berlínský sešit / Zápisky ze Saint-Nazaire.
W roku 2012 ukazały się Milostné básně, które w 2015 zostały wznowione i poszerzone o dziesięć wierszy. Zmieniono również tytuł na Wernisch.
Rok 2014 Borkovec przeznaczył na pracę nad książką Zlodějíček, która została wydana w tym samym roku.
Pisze również dla dzieci, czego przykładem jest zbiorek wierszy Všechno je to na zahradě.
Aktualnie mieszka w Černošicach.

## Twórczość
Zbiory poezji:
Prostírání do tichého, Pražská Imaginace, 1990
Poustevna, věštírna, loutkárna, Mladá Fronta, 1991
Ochoz, Mladá Fronta, 1994
Mezi oknem, stolem a postelí, Český Spisovatel, 1996
Přĺvoz, Edition Thanhäuser, 1998
Polní práce, Mladá Fronta, 1998
A.B.A.F, Opus, 2002
Needle-book, Paseka, 2003
Nadelbuch, 2004
Vnitrozemí, Fra, 2005
Berlínský sešit / Zápisky ze Saint-Nazaire, Agite/ Fra, 2008
Jedna věta, Revolver Revue, 2011
Milostné básně, Fra, 2012
Kolmý déšť, Torst, 2013
Herbář k čemusi horšímu, Fra, 2018
Jego wiersze znalazły się również w zbiorze Nejlepší české básně 2015, w czasopiśmie Literatura na świecie (w marcu i kwietniu 2020) i w czasopiśmie Rita Baum (2003 rok).
Eseje:
Zlodějíček, Fra, 2014
Zbiory opowiadań:
Lido di Dante, Fra, 2017
Twórczość dla dzieci:
Všechno je to na zahradě, Běžíliška, 2014
O čem sní, Běžíliška, 2016 (napisane razem z Andreą Tachezym)
Przekłady poezji rosyjskiej:
U řek babylonských – antologia poezji rosyjskiej, 1996 (przekład zbiorowy)
Ut pictura poesis – przekład wierszy Vladimira Nabokova, 2002 (przetłumaczone wraz z Jaroslavem Kabíčkiem)
Těžká lyra – antologia Vladislava Chodasevicia, Heavy Lyre, 2004
Verše do alba – przekład wierszy Jurija Odarchenki, 2006
Bylo, byli, byla, byl… – przekład wierszy Jewgienija Reina, 2006
Przekłady dramatów antycznych:
Król Edyp – przekład tragedii Sofoklesa, 1999 (przetłumaczone wraz z Matyášem Havrdą)
Oresteja – przekład tragedii Ajschylosa, 2002
Przekłady klasycznej poezji koreańskiej:
Jasná luna v prázdných horách – antologia wierszy koreańskich, 2001 (przetłumaczone wraz z Vladimírem Puckiem)